# JaMychal Green
JaMychal Green (ur. 21 czerwca 1990 w Montgomery) – amerykański koszykarz, występujący na pozycji skrzydłowego.
W 2008 wystąpił w meczu gwiazd amerykańskich szkół średnich - McDonald’s All-American.
7 lutego 2019 trafił w wyniku wymiany do Los Angeles Clippers.
30 listopada 2020 został zawodnikiem Denver Nuggets. 1 sierpnia 2022 dołączy do Golden State Warriors.

## Osiągnięcia
Stan na 13 października 2023, na podstawie, o ile nie zaznaczono inaczej.
NCAA
- Zaliczony do:
  - I składu:
    - SEC (2011)
    - najlepszych pierwszorocznych zawodników SEC (2009)
    - turnieju Orlando Classic (2010)

  - II składu SEC (2012)

D-League
- Wybrany do:
  - II składu debiutantów D-League (2013)
  - III składu turnieju NBA D-League Showcase (2015)
- Zawodnik miesiąca (grudzień 2014)

Reprezentacja
- Wicemistrz Ameryki U–18 (2008)[6]
- Uczestnik uniwersjady (2011 – 5. miejsce)[7]